# جما ماگریا
جما ماگریا (اسپانیایی: Gemma Magría؛ متولد ۱۴ آوریل ۱۹۸۱) یک تکواندوکار اسپانیایی است.
وی در مسابقات قهرمانی تکواندوی اروپا در سال ۲۰۰۰ برنده مدال برنز شد. در مسابقات قهرمانی تکواندو جهان ۲۰۰۱ در ججو، پس از شکست در برابر جونگ جائه-اون، در کلاس سبک‌وزن (خروس‌وزن) به مدال نقره دست یافت.